# Edward mit den Scherenhänden
Edward mit den Scherenhänden (Originaltitel: Edward Scissorhands) ist eine US-amerikanische Fantasy-Tragikomödie aus dem Jahr 1990 mit Johnny Depp und Winona Ryder in den Hauptrollen. Der Film startete am 18. April 1991 in den deutschen Kinos.

## Handlung
Eine alte Dame erzählt ihrer Enkelin folgende Geschichte vom Schnee:
Edward, ein künstlich erschaffener Mensch, ist noch nicht ganz vollendet, als sein Erfinder stirbt. Statt Händen ist Edward mit einer komplizierten Scheren-Konstruktion ausgestattet. Er lebt alleine im Schloss seines Schöpfers, bis eines Tages die Avon-Beraterin Peg Boggs, angezogen von wundersam geschnittenen Heckenfiguren, das Schloss betritt und auf den scheuen Edward stößt. Peg hat Mitleid mit Edward und nimmt ihn mit zu sich nach Hause.
Zuhause bei Familie Boggs verliebt sich Edward in Pegs Tochter Kim. Ihr ist Edward zunächst suspekt, doch bald erliegt sie seinem zurückhaltenden Charme. Ihr brutaler Freund Jim und dessen Clique sind davon gar nicht begeistert; bei den Nachbarn (mit Ausnahme einer fanatisch-religiösen Dame) ist Edward jedoch sehr beliebt: Erst gestaltet er mit seinen Scheren Büsche, später frisiert er damit Hunde und schließlich die Damen, vor allem „Grüne Witwen“, der Nachbarschaft. Eines Tages wird Edward von der Nachbarin Joyce sexuell belästigt, als sie ihm den Schönheitssalon zeigt, in dem er als Friseur arbeiten sollte, woraufhin er die Flucht ergreift.
Weil Kims Freund Jim von seinen wohlhabenden Eltern kein Geld erhält und er einen Camper zu kaufen beabsichtigt, möchte er, als diese einmal fort sind, in den Tresorraum ihres Hauses einbrechen und Wertgegenstände stehlen, wobei er sich Edwards Fähigkeit – er kann mit seinen Scheren mit Leichtigkeit Schlösser öffnen – zunutze machen will. Er erzählt Edward, dass er bestohlen worden sei und er sich seinen Besitz zurückholen möchte und Edward ihm deshalb mit seinen Scheren helfen solle. Obwohl Edward weiß, dass es sich dabei um eine Lüge handelt, lässt er sich auf das Vorhaben ein, weil ihn Kim darum gebeten hat. Nachdem Edward den Tresorraum geöffnet hat und er hineingegangen ist, fällt die Tür hinter ihm ins Schloss und der Alarm geht los. Während Jim und die anderen aus dem Haus fliehen und mit dem Auto davonfahren, wird Edward, da er die Tür von innen mit seinen Scheren nicht öffnen und daher nicht fliehen kann, von der Polizei verhaftet. Bereits nach kurzer Zeit wird er allerdings wieder freigelassen, da er für schuldunfähig befunden wird. Die Jahre in der Isolation hätten ihm keine Möglichkeit gegeben, Recht und Unrecht zu unterscheiden, und sein Bewusstsein für die Realität sei radikal unterentwickelt.
Aufgrund des Vorfalls schlägt die Stimmung um und Edward sieht sich den Anfeindungen der Nachbarn ausgesetzt, die ihn und daher auch Familie Boggs von nun an meiden. Kim entschuldigt sich bei Edward dafür, dass sie ihn in diese Situation gebracht habe und erklärt ihm, dass sie ihn nicht alleine im Haus zurücklassen habe wollen. Nachdem sich Jim dem Haus nähert, um Kim zu sehen, zerschneidet Edward aus Wut Vorhänge und Tapeten, was für die Nachbarn wiederum ein Beleg für Edwards Unberechenbarkeit ist. Darüber hinaus behauptet die Nachbarin Joyce in der Nachbarschaft, von Edward fast vergewaltigt und von seinen Scheren bedroht worden zu sein, obwohl sie diejenige war, die ihn belästigt hat.
Als Kim eines Tages im Garten zum allerersten Mal Schnee fallen sieht, erkennt sie, dass Edward eine Skulptur aus Eis schneidet und das abgeschnittene Eis als Schnee herunterrieselt. Als Edward ihr unabsichtlich in die Hand schneidet, nutzt der eifersüchtige Jim, mittlerweile der Ex-Freund von Kim, die Situation als Argument gegen ihn, indem er ihm unterstellt, dass er ihr etwas antun wollte, und um die Leute aufzuhetzen. Edward läuft aus Wut davon und zerstört ein paar der von ihm in Form geschnittenen Büsche und zersticht einen Autoreifen. Von den Nachbarn wird zwischenzeitlich die Polizei alarmiert.
Edward rettet im weiteren Verlauf Pegs Sohn Kevin vor dem zu schnell fahrenden Auto von Jim und dessen Kumpel. Da er ihn dabei versehentlich geringfügig verletzt, geht Jim auf ihn los und es kommt zu einem Kampf. Als die Polizei eintrifft, flüchtet Edward aus der Stadt in sein Schloss – verfolgt von der Polizei, den aufgebrachten Nachbarn, Kim und ihrem eifersüchtigen Ex-Freund Jim.
Vor dem Schloss schießt ein wohlmeinender Polizist in die Luft, um den Mord an Edward vorzutäuschen. Als Kim im Schloss ankommt, freut sie sich, Edward unverletzt zu sehen. Wenig später erscheint der eifersüchtige Jim und versucht, Edward mit einem Revolver zu erschießen. Es kommt zu einem Kampf, und Edward durchbohrt Jim mit seinen Scheren. Jim wird getötet und fällt aus dem Fenster. Kim ist aufgelöst und weiß nicht, was sie tun soll. Sie küsst und umarmt Edward und gesteht ihm ihre Liebe, nimmt eine andere Scherenhand aus den alten Regalen, verlässt das Schloss und erzählt den herbeistürmenden Nachbarn, dass Edward und Jim tot seien, beide sich gegenseitig getötet hätten. Nachdem sie Edward geschützt hat, um ihm so in Erinnerung zu bleiben, sehen sich Edward und Kim nie wieder.
Am Ende gibt die alte Dame ihrer Enkelin zu verstehen, dass sie selbst Kim sei.

## Synchronisation

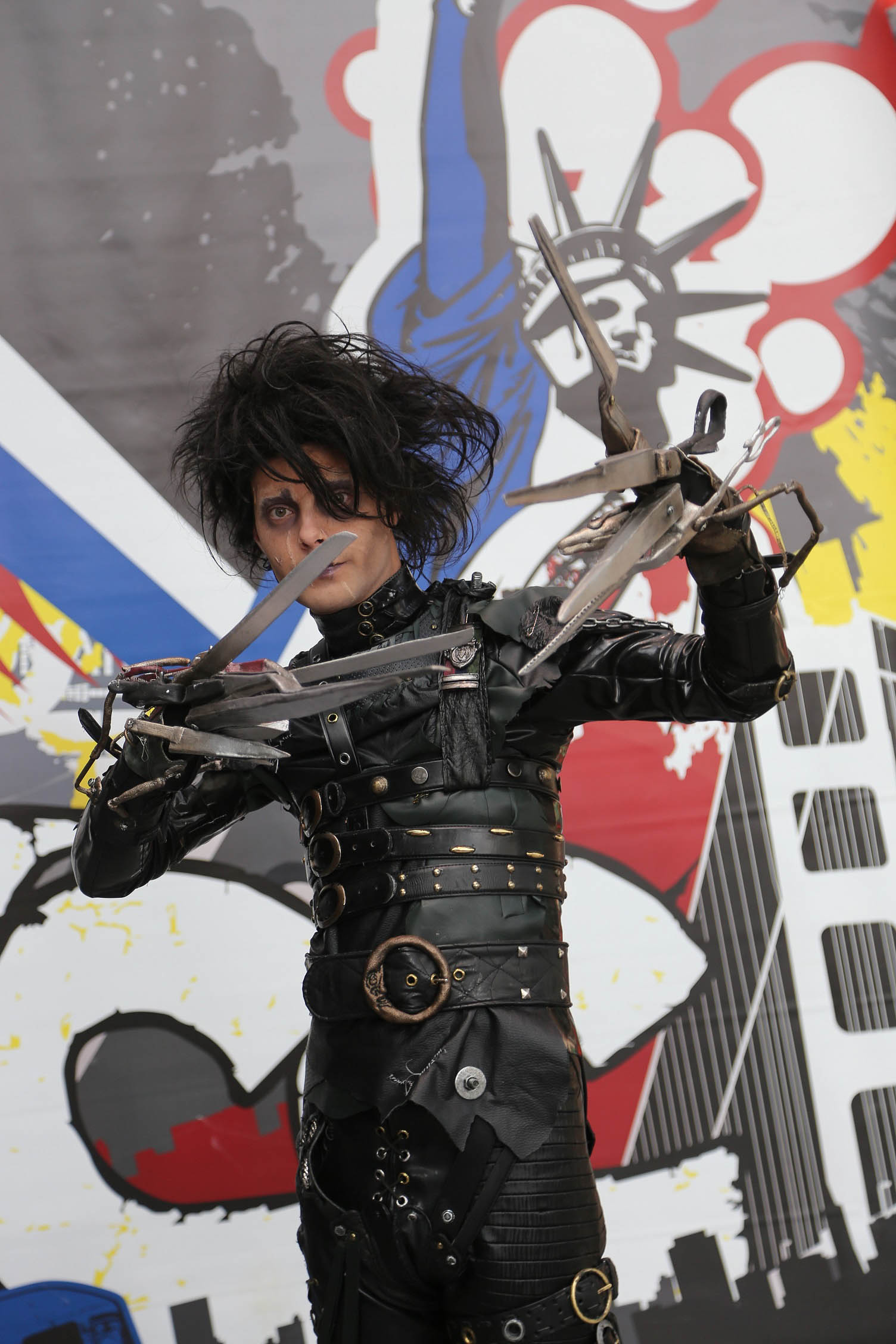
Cosplay von Edward bei der New York Comic Con (2015)

Die deutsche Synchronfassung entstand bei der cine - adaption GmbH Film- und Fernsehsynchronisation, München. Renate Wolf schrieb das Dialogbuch und führte Regie.
| Figur         | Darsteller            | Deutscher Sprecher                        |
| ------------- | --------------------- | ----------------------------------------- |
| Edward        | Johnny Depp           | Florian Halm                              |
| Kim Boggs     | Winona Ryder          | Alexandra Ludwig (jung) Alice Franz (alt) |
| Peg Boggs     | Dianne Wiest          | Uschi Wolff                               |
| Der Erfinder  | Vincent Price         | Herbert Weicker                           |
| Jim           | Anthony Michael Hall  | Oliver Stritzel                           |
| Bill Boggs    | Alan Arkin            | Fred Maire                                |
| Kevin Boggs   | Robert Oliveri        | Alexander Fischer                         |
| Officer Allen | Dick Anthony Williams | Ekkehardt Belle                           |
| Helen         | Conchata Ferrell      | Anita Höfer                               |
| Joyce         | Kathy Baker           | Manuela Renard                            |
| Marge         | Caroline Aaron        | Astrid Boner                              |

## Rezeption

### Auszeichnungen
Oscars 1991

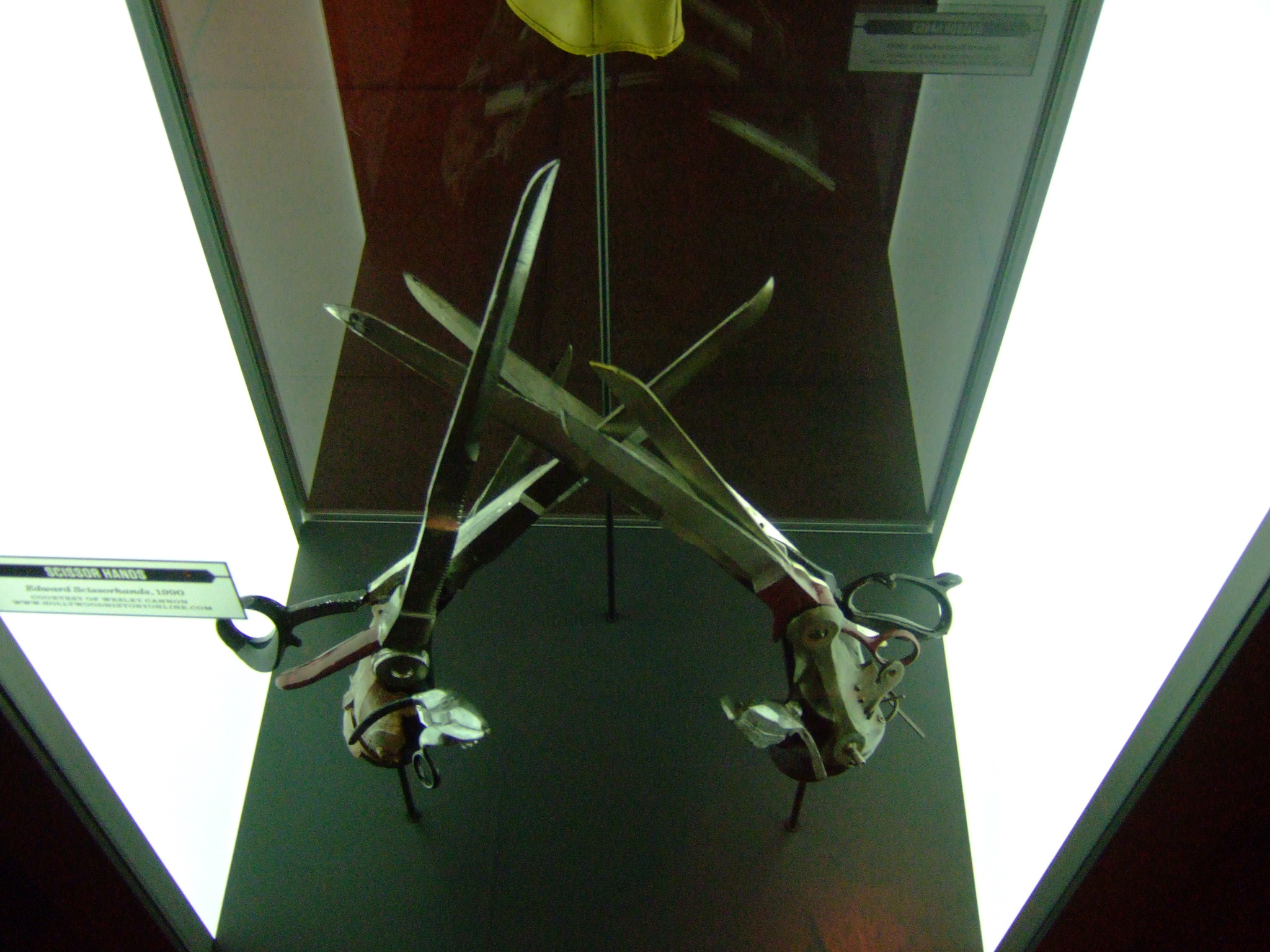
Die Scherenhände, ausgestellt in der Science Fiction Hall of Fame in Seattle (2011)

- Nominiert in der Kategorie Bestes Make-Up für Ve Neill, Stan Winston

Golden Globes 1991
- Nominiert in der Kategorie Bester Hauptdarsteller für Johnny Depp

Hugo Awards 1991
- Einen Hugo gab es in der Kategorie Beste dramatische Darstellung

Saturn Award 1992
- Saturn Award in der Kategorie Bester Fantasy-Film
- Nominiert in der Kategorie Beste Hauptdarstellerin für Winona Ryder
- Nominiert in der Kategorie Bestes Kostüm für Colleen Atwood
- Nominiert in der Kategorie Beste Musik für Danny Elfman
- Nominiert in der Kategorie Bester Nebendarsteller für Alan Arkin
- Nominiert in der Kategorie Beste Nebendarstellerin für Dianne Wiest

BAFTA Award 1992
- BAFTA Award in der Kategorie Bestes Bühnenbild für Bo Welch
- Nominiert in der Kategorie Bestes Kostüm für Colleen Atwood
- Nominiert in der Kategorie Bestes Maskenbild für Ve Neill
- Nominiert in der Kategorie Beste Visuelle Effekte für Stan Winston

Grammy Awards 1992
- Nominiert in der Kategorie Beste Filmmusik für Danny Elfman

Sant Jordi Awards 1992
- Sant Jordi in der Kategorie Beste ausländische Hauptdarstellerin für Winona Ryder
- Sant Jordi in der Kategorie Bester ausländischer Film für Tim Burton

### Kritik
„Moderne Vision der alten Geschichte vom ‚Ungeheuer und der Schönen‘, gespickt mit Zitaten aus der Filmgeschichte, voller hübscher inszenatorischer Einfälle und gut gespielt. Leider verwässern einige Geschmacklosigkeiten und überzogene Gewaltszenen die gesellschaftskritischen Ansätze.“

„Herrlich extrakitschiges, skurril-schräges Frühwerk von Tim Burton („Big Eyes“).“

### Einspielergebnis
Der Film konnte weltweite Einnahmen von rund 86 Millionen US-Dollar erzielen.

## Sonstiges
- Als möglicher Drehort für den Spielfilm Edward mit den Scherenhänden wurde die amerikanische Stadt Burbank in Kalifornien in Betracht gezogen, der Geburtsort von Regisseur Tim Burton, jedoch war Burton der Auffassung, die Stadt Burbank habe sich seit seiner Kindheit zu sehr verändert. Deshalb fanden die tatsächlichen Dreharbeiten in der Metropolregion Tampa Bay Area im Bundesstaat Florida, in der unweit gelegenen Stadt Lutz und in dem Einkaufszentrum Southgate Shopping Center in der Stadt Lakeland statt. In einem dortigen Vorort fand die Filmcrew typisch amerikanische Wohnhäuser vor, die durch das Team mit blassen Pastellfarben angestrichen wurden. Die Außenfassade von Edwards gotischem Schloss wurde außerhalb von Dade City errichtet. Die Innenaufnahmen des Schlosses wurden jedoch in einem Aufnahmestudio der Filmproduktionsgesellschaft 20th Century Fox im Bezirk Century City in Los Angeles gedreht. Insgesamt dauerten die Dreharbeiten über drei Monate.[6]
- Die kunstvoll geschnittenen grünen Busch- und Baum-Skulpturen, die Edward mit seinen scharfen Scherenhänden anfertigt, nennt man Formschnitt, Heckenschnittkunst oder Topiari.
- Während des Finales ähnelt die Handlung motivisch dem frühen Horrorfilm Frankenstein von 1931: Eine aufgebrachte Bevölkerung sieht sich mit einer vermeintlich bösartigen Kreatur konfrontiert, in diesem Fall das Scherenwesen Edward vor seinem Schloss.
- Johnny Depp spielte danach in weiteren Tim-Burton-Filmen wie Ed Wood, Sleepy Hollow, Charlie und die Schokoladenfabrik, Sweeney Todd, Alice im Wunderland sowie Dark Shadows und lieh außerdem der Hauptfigur in Corpse Bride seine Stimme.
- Winona Ryder spielte davor schon in dem Tim-Burton-Film Beetlejuice mit.
- Auch Tom Cruise und Robert Downey Jr. hatten sich um die Rolle des Edward beworben. Ebenso waren Tom Hanks, Gary Oldman, William Hurt, Jim Carrey und Popstar Michael Jackson im Gespräch für die Hauptrolle.
- Die Rolle in diesem Film war für Vincent Price seine vorletzte überhaupt.
- In einem ersten Entwurf sollte der Film ursprünglich ein Musical werden.
- Johnny Depp musste für seine Rolle zwölf Kilogramm an Gewicht verlieren. Um sich in die Figur Edward besser einzufühlen, trug Depp bereits im Vorfeld der Dreharbeiten tagelang die Scherenhände, die der Make-up-Designer Stan Winston gebaut hatte.[7]
- Das Trinkspiel Edward Fortyhands nimmt Bezug auf diesen Titel.
- Johnny Depp zu Ehren erhielt ein ausgestorbenes Krustentier mit scherenförmigen Klauen den Namen Kootenichela deppi.[8]
- Der US-amerikanische Verlag IDW Publishing veröffentlichte 2014 bis 2015 eine Comicreihe zu Edward Scissorhands, als inoffizielle Fortsetzung der Handlung, geschrieben von Kate Leth und gezeichnet von Drew Rausch. Dabei erschienen zehn Einzelausgaben, die auch in zwei Sammelbänden veröffentlicht wurden.[9]
- 1991 entstand unter der Regie von Paul Norman die mittlerweile dreiteilige Pornoparodie Edward Penishands.[10] Tim Burton sind diese Filme bekannt. 1999 äußerte er gegenüber Conan O’Brien in dessen Late Night-Sendung, wenn zu den eigenen Filmen Pornoparodien entstünden, dann wisse man als Regisseur, dass man es geschafft habe.[11]
- In der Szene, in der Edward im Auto von Kosmetikverkäuferin Peg Boggs erstmals in den idyllischen Vorort unterhalb seines Schlosses einfährt, sieht man den noch kindlichen Popsänger Nick Carter, der später ab 1996 große Erfolge mit der Boyband Backstreet Boys feierte, als spielenden blonden Jungen auf einem grünen Rasen über eine bewässerte gelbe Bodenmatte rutschen. Es handelt sich hierbei um das sommerliche Spiel Slip’N Slide.
- Die Metalcore-Band Motionless in White veröffentlichte 2010 einen Song namens Scissorhands (The Last Snow), eine lyrisch-musikalische Hommage an den Film und seinen tiefen Einfluss auf die subkulturelle Gothic-Kultur. Zu finden ist dieser Song auf dem Album Creatures. Die schottische Indie-Band The Twilight Sad brachte 2008 eine EP heraus mit dem Titel Here, It Never Snowed. Afterwards It Did, der sich auf ein Zitat der Figur Kim Boggs als gealterte Großmutter am Ende des Films bezieht. Die US-amerikanische Metalcore-Band Ice Nine Kills widmete dem Film auf ihrem 2018 erschienen Album The Silver Scream einen Song mit dem Titel The World In My Hands.